# Swedish Language School - Kyiv

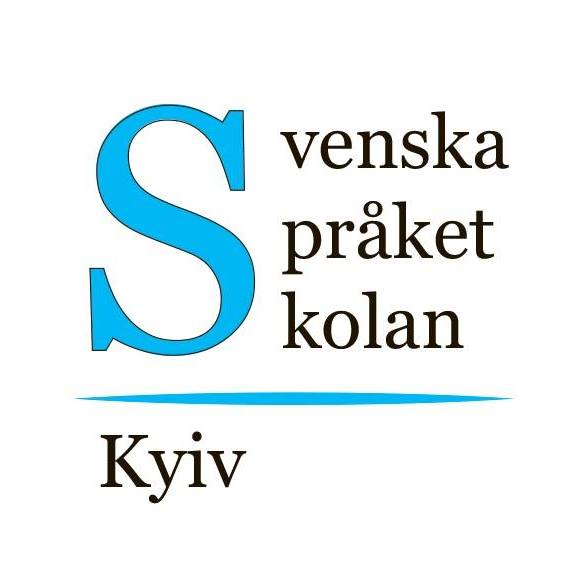
Логотип Swedish Language School - Kyiv

Swedish Language School — Kyiv (SLS) — це перша школа шведської мови у Києві.

## Історія створення
Школа була створена 17 лютого 2017 року з метою популяризації та розвитку шведської мови та культури у Києві та по всій Україні.

## Глобальна мета
1. Створити унікальний осередок шведської культури в Україні, який стане наріжним каменем на стику української та нордичної самобутностей;
2. Задовольнити потреби українців, зацікавлених у скандинавському питанні та гостей з півночі, яким не байдужа культура та наука в Україні.

## Завдання
1. Створити мультифункціональний культурно-науковий центр для клієнтів, зацікавлених у будь-якому з аспектів шведської культури чи науки (мова, історія, культура, освіта закордоном, наукові студії);
2. Забезпечити продуктивний міжкультурний обмін двох історично-споріднених культурних регіонів (Швеція та Україна).

## Складові
- Мовна школа,
- Лекторій (лекції українською та англійською мовами про культурний та науковий світи Скандинавії),
- Кіноклуб (показ фільмів мовою оригіналу, обговорення та аналіз переглянутих фільмів),
- Розмовний клуб,
- Культурні події, присвячені національним святам та звичаям шведів та українців,
- У перспективі — науково-дослідницький клуб (залучення фахівців зі Швеції для проведення наукових зустрічей та дискусійних клубів),
- Бюро перекладів,
- Також у перспективі — програма обміну (налагоджена система обміну для українських та шведських студентів).

## Напрямки діяльності
1. Культурні події, присвячені національним святам та звичаям шведів та українців;
2. Кіноклуб для шанувальників та для тих, хто тільки почав знайомитись з кіно-культурою шведів;
3. Літературний клуб;
4. Мовні курси (різні рівні, всебічне вивчення мови);
5. Лекторій, присвячений найрізноманітнішим аспектам суспільного та культурного життя Швеції.